# Melanophryniscus setiba
Espèce
Melanophryniscus setiba est une espèce d'amphibiens de la famille des Bufonidae.

## Répartition
Cette espèce est endémique d'Espírito Santo au Brésil. Elle se rencontre à Guarapari au niveau de la mer dans le Parque Estadual Paulo César Vinha.

## Description
Les mâles mesurent de 14,4 à 16,1 mm et les femelles de 13,8 à 16,0 mm.

## Publication originale
- Peloso, Faivovich, Grant, Gasparini & Haddad, 2012 : An extraordinary new species of Melanophryniscus (Anura, Bufonidae) from southeastern Brazil. American Museum Novitates, no 3762, p. 1-31 (texte intégral).